# Breathe Today
"Breathe Today" é o primeiro single da banda Flyleaf. O single foi re-lançado em 2007.

## Desempenho nas paradas
| Parada musical (2004)      | Melhor Posição |
| -------------------------- | -------------- |
| Hot Mainstream Rock Tracks | 36             |